# Ковыркова Гора
 Ковыркова Гора  — хутор в Максатихинском районе Тверской области. Входит в состав Рыбинского сельского поселения.

## География
Находится в северо-восточной части Тверской области на расстоянии приблизительно 38 км по прямой на север от районного центра поселка Максатиха.

## История
Хутор был показан только уже на карте 1978 года как поселение с 3 дворами. До 2014 года входил в Будёновское сельское поселение.

## Население
Численность населения: 4 человека (русские 100 %) в 2002 году, 5 в 2010.